# 642 Clara
642 Clara este o planetă minoră (asteroid), cu un diametru de 33,36 km, din centura de asteroizi. A fost descoperită pe 8 septembrie 1907 la Observatorul Königstuhl de Max Wolf. 
Obiectul prezintă o orbită caracterizată de o semiaxă mare de 3,1867116124063 UAi, o excentricitate de 0,12862208441236, o înclinație de 8,141 ° în raport cu ecliptica.